# Église Notre-Dame-de-l'Heure de Mossoul
Pour l’article homonyme, voir Église Notre-Dame de L'Heure (Caours).
 (janvier 2024).
L'église Notre-Dame-de-l'Heure, également connue sous le nom d'église latine, est une église catholique située au centre de Mossoul, au nord de l'Irak. Construite dans les années 1870 par les pères dominicains, elle est principalement célèbre pour son clocher offert par l'impératrice Eugénie de Montijo. Elle a été endommagée lors de la guerre d'Irak. L'organisation État islamique a occupé le couvent des dominicains qui lui est attenant comme caserne, ce qui l'a protégé de la destruction. 

## Historique

### Une église liée à la France
En 1860, après le massacre de Damas, lors duquel 4 000 à 6 000 chrétiens sont assassinés, l'empereur Napoléon III envoie un corps expéditionnaire au Levant pour secourir les chrétiens d'Orient. Une dizaine d'années plus tard, les pères dominicains fondent à Mossoul le couvent Notre-Dame de l'Heure. L'église est édifiée sur les plans de l'architecte français Lucien Douillard entre 1866 et 1873, intégrant au clocher l'horloge offerte par l'impératrice Eugénie. C'est alors le premier clocher installé sur le sol irakien. Dans la cour de l'église est aussi construite une réplique de la grotte de Lourdes avec la statue de Notre-Dame-des-miracles, où viennent prier des paroissiens, mais aussi des musulmans et des Yézidis.

### Dommages et restauration
En 2006, l'église est partiellement détruite dans un bombardement pendant la guerre d'Irak puis restaurée. Contrairement à des informations qui ont circulé dans la presse en France, l'église et le clocher sont toujours debout mais ils ont subi des dommages durant l'occupation des lieux par l'État islamique.

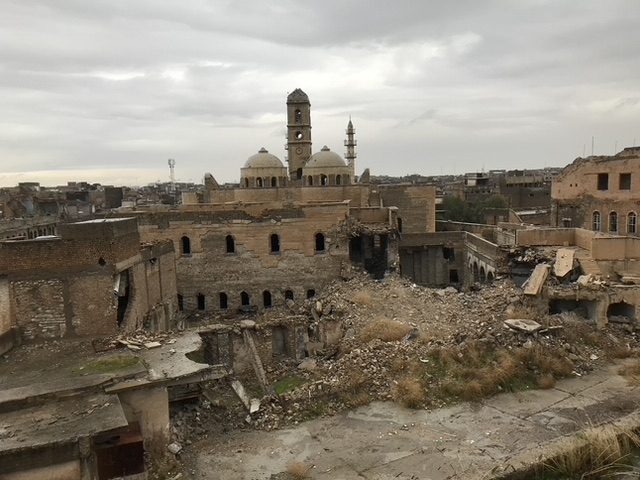
Vue du clocher de Notre-Dame-de-l'Heure en 2019.

Le 10 octobre 2019, l'UNESCO et les Émirats arabes unis signent un accord pour la réhabilitation de l'édifice. Les travaux commencent le 24 avril 2020, après que l'ordre des Dominicains a approuvé ce projet, qui fait partie d'une initiative de restauration de l'héritage culturel et religieux de Mossoul.
En août 2021, le président français Emmanuel Macron visite l'église Notre-Dame-de-l'Heure, où il prononce une allocution reconnaissant l'importance de Mossoul, ville martyre pendant la seconde guerre civile irakienne, et appelle les Irakiens de toutes les communautés à travailler ensemble.
Les cloches sont refondues en Normandie grâce à l'UNESCO.